# Космос (тауншип, Миннесота)
Космос (англ. Cosmos) — тауншип в округе Микер, Миннесота, США. На 2000 год его население составило 229 человек.

## География
По данным Бюро переписи населения США площадь тауншипа составляет 90,9 км², из которых 90,0 км² занимает суша, а 0,9 км² — вода (0,97 %).

## Демография
По данным переписи населения 2000 года здесь находились 229 человек, 93 домохозяйства и 69 семей.  Плотность населения —  2,5 чел./км².  На территории тауншипа расположено 98 построек со средней плотностью 1,1 построек на один квадратный километр. Расовый состав населения: 99,56 % белых и 0,44 % приходится на две или более других рас.
Из 93 домохозяйств в 34,4 % воспитывались дети до 18 лет, в 60,2 % проживали супружеские пары, в 5,4 % проживали незамужние женщины и в 25,8 % домохозяйств проживали несемейные люди. 22,6 % домохозяйств состояли из одного человека, при том 8,6 % из — одиноких пожилых людей старше 65 лет. Средний размер домохозяйства — 2,46, а семьи — 2,84 человека.
26,2 % населения — младше 18 лет, 5,7 % — в возрасте от 18 до 24 лет, 29,7 % — от 25 до 44, 21,8 % — от 45 до 64, и 16,6 % — старше 65 лет. Средний возраст — 38 лет. На каждые 100 женщин приходилось 116,0 мужчин.  На каждые 100 женщин старше 18 приходилось 111,3 мужчин.
Средний годовой доход домохозяйства составлял 40 000 долларов, а средний годовой доход семьи —  41 042 доллара. Средний доход мужчин —  29 375  долларов, в то время как у женщин — 21 250. Доход на душу населения составил 17 438 долларов. За чертой бедности находились 9,9 % семей и 8,3 % всего населения тауншипа, из которых 10,9 % младше 18 и 12,5 % старше 65 лет.